# Yadigar Muhammad Mirza
Yadigar Muhammad Mirza (muerto en 1470) fue el gobernante timúrida de Herat en oposición al sultán Husayn Mirza Bayqarah durante 6 semanas de 1470.
Yadgar Muhammad Mirza fue hijo del sultán Muhammad bin Baysonqor, que era nieto de Shahrukh Mirza. Fueron sus lazos familiares los que causaron que Uzun Hasan, sultán de la confederación Ak Koyunlu, le entregara a Abu Sa'id Mirza después de derrotarlo en la Batalla de Qarabagh y capturarlo en 1469. Abu Sa'id, que había ordenado anteriormente la ejecución de la esposa de Shahrukh Mirza, fue asesinado por Yadigar Muhammad Mirza.
Más tarde, en 1469, Uzun Hasan hizo proclamar a Yadigar Muhammad Mirza como el sucesor de Abu Sa'id y le proporcionó fuerzas timúridas para que pudiera tomar el control de Jorasán, que entonces estaba controlado por el sultán Hussein Mirza Bayqarah. Aunque Yadigar Muhammad Mirza fue derrotado por Husayn en una batalla en septiembre, el líder de los Ak Koyunlu envió nuevos refuerzos. Además, dos de los hijos de Uzun Hasan llegaron para ayudarlo. Eventualmente Husayn se vio obligado a evacuar Herat, que Yadigar Muhammad Mirza ocupó en julio de 1470. A pesar de esto, sus tropas no eran confiables y Husayn volvió a entrar en Herat seis semanas después. Yadigar Muhammad Mirza, que fue capturado, fue ejecutado rápidamente por su enemigo. Él era el último descendiente de Shahrukh Mirza para desempeñar un papel dominante en la política de los principados Timuridas.